# 도도 다카히사

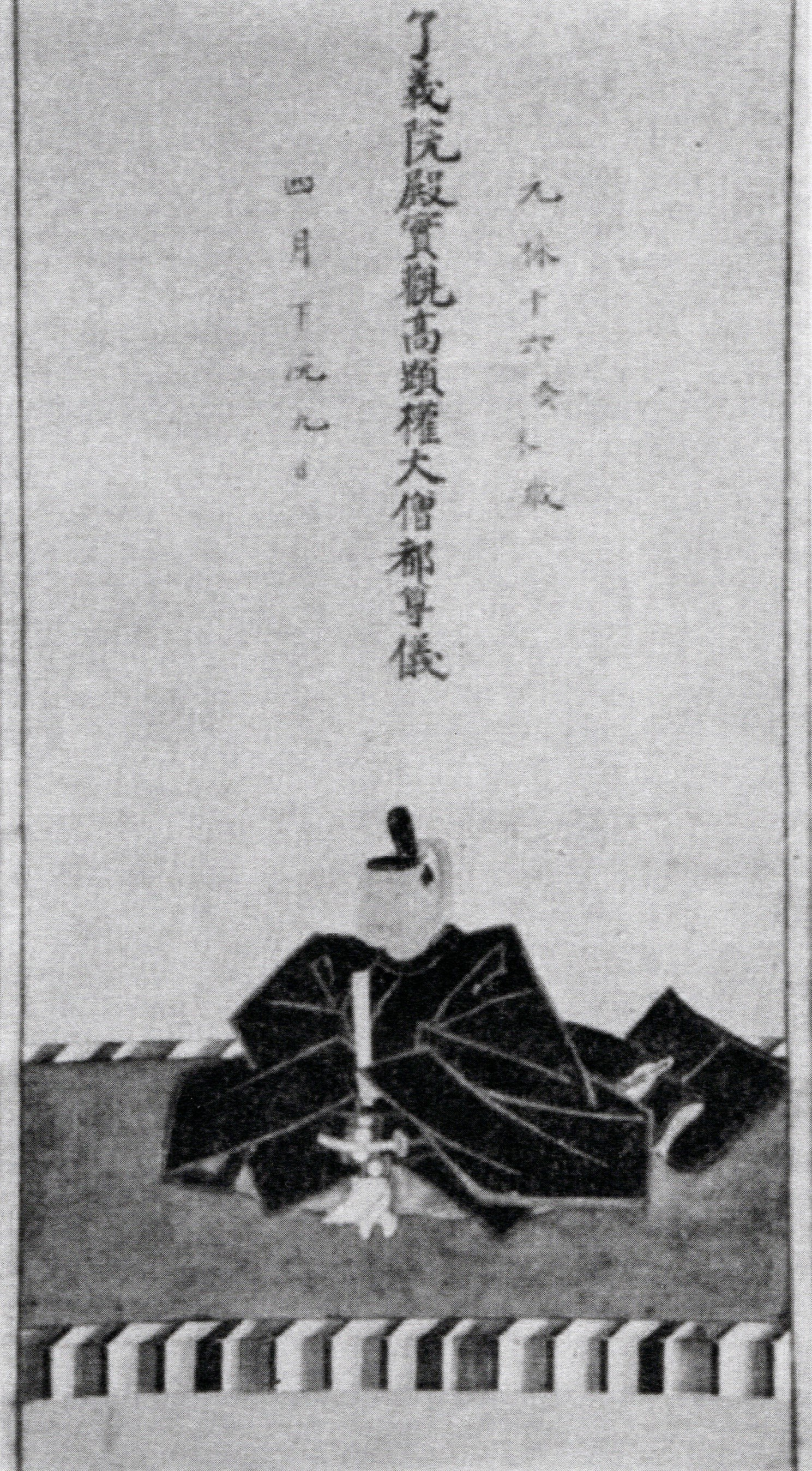
도도 다카히사 초상화

도도 도카히사(일본어: 藤堂高久, 간에이 15년 음력 1월 26일(1638년 3월 11일) ~ 겐로쿠 16년 음력 4월 29일(1703년 6월 13일))는 이세 쓰번 제3대 번주이다. 도도 종가 제3대 당주. 정실은 에도 막부 다이로 사카이 다다키요의 딸 가메히메(亀姫)이다. 친자식은 없으며 동생 다카치카를 양자로 들였다.
| 전임 도도 다카쓰구 | 제3대 쓰번 번주 (도도가) 1669년 ~ 1703년 | 후임 도도 다카치카 |